# Янлін
Мавзолей Янлін (кит.: 阳陵) — одна з давньокитайських курганних гробниць, що належала імператору Лю Ці, його дружині, родичам, а також обраним придворним. Розташована в міському окрузі Сяньян (провінція Шеньсі).

## Опис
Янлін є величним архітектурним ансамблем, спорудженим за єдиною планувально-семіотичною схемою. Мавзолей належить Лю Ці, шостому імператору династії Хань. Мавзолей включає усипальницю, наземні будівлі й супутні поховання (найближчих родичів імператора, його наложниць і придворних фаворитів).
153 року до н. е. назву села, де нині розташована гробниця, було змінено з Їян на Янлін. Імператор помер 141 року до н. е. в своїй резиденції Вейян та був похований у лютому наступного року. Імператриця Ван Сяоцзін, мати імператора Лю Че, померла за 15 років (126 до н. е.) після смерті свого чоловіка й була похована поряд з його могилою.
Мавзолей Янлін розташований на півночі від сіл Чжанцзявань і Хоугоуцунь, в околицях міста Чжен'ян. Північна частина комплексу розташована на обох берегах річок Цзін і Вей, сягаючи межі села Чан'ань. Східна сторона мавзолею, де річки Цзін і Вей зливаються, а також західна розташовані на одному рівні з мавзолеєм Чанлін, усипальницею імператора Лю Бана.

## Археологічні дослідження

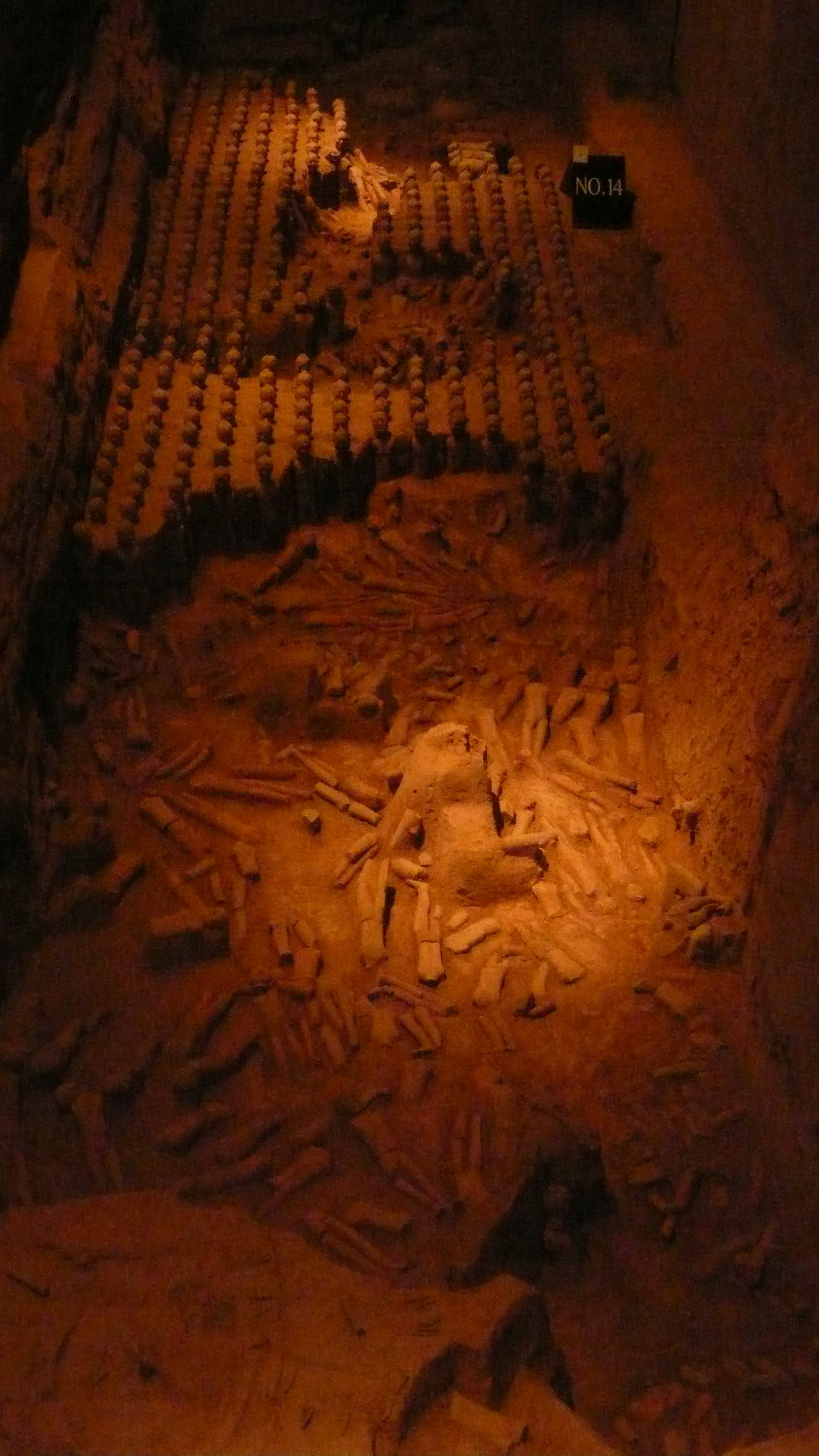
Фрагмент сучасної експозиції розкопок

Археологічні дослідження мавзолею Янлін почались лише на початку 1970-х років. 1972 року спеціалісти Історичного музею Шеньсі виявили частину поховань у районі Янлін, де до того проводились земельні роботи. Потім, 1978 року, археологи з Муніципального музею Сяньяна провели низку археологічних досліджень в тому ж районі, де виявили гробниці імператора та його дружини й кілька супутніх поховань. 1980 року спеціалісти з Китайської академії наук відновили археологічні дослідження мавзолею та прилеглої території. Від травня 1990 до жовтня 1994 року під керівництвом спеціалістів з Археологічного дослідницького інституту провінції Шеньсі проводились археологічні роботи на території мавзолею. У той період було знайдено два поховання й рештки архітектурних будівель. Як з'ясувалось, та археологічна знахідка є одним з найбільших поховань з багатим поховальним інвентарем. Те поховання належить до 10 найбільших археологічних знахідок 1990-х років у Китаї.
1995 року археологічні роботи було продовжено на базі попередніх досліджень. Під час того етапу було виявлено рештки південної брами головної стіни, якою оточений мавзолей, а також середні й невеликі за розмірами поховальні ями.
1 жовтня 1999 року було відкрито Археологічний виставковий центр Янлін.

## Планування й архітектура
Площа мавзолею становить 12 км2: 6 км з заходу на схід і від 1 до 3 км з півночі на південь. Мавзолей складається з усипальниць, храмів та інших будівель. Усипальниця імператора розташована в самому центрі мавзолею та повернута на схід. На північній та південній сторонах усипальниці імператриці є поховальні ями. Поховання слуг і частина трьох архітектурних будівель розташовані на захід від імператорської усипальниці й вишикувані в колону з півночі на південь. Супутні поховання розташовані в шаховому порядку по обидві сторони від головної дороги мавзолею (сімадао), що у свою чергу розташована на східній стороні від імператорської усипальниці.
Весь мавзолей розташований навколо імператорської усипальниці, що міститься в центрі. Архітектурні будівлі та інші поховання пов'язані між собою зі сходу на захід і паралельні одна до одної з півночі на південь. Мавзолей оточують стіни з утрамбованої землі, 3-3,5 м завширшки. Кожна з тих стін має 3 пари брам, суміжні одна з одною, причому в кутах тих стін відсутні дозорні вежі. В центрі мавзолею є запечатаний вхід, мавзолей за формою нагадує зрізану піраміду, довжина кожної сторони біля основи складає 167,5-168,5 м.
Розкопки навколо піраміди показали, що до неї ведуть 86 вузьких тунелів, що вміщують багатий скарб фігурок, що символізують жертвопринесення. Деякі з тунелів мають вистелену підлогу та дерев'яні підпорки, завдовжки тунелі від 4 до 100 м. Також є п'ять поховань на північному сході, що вишикувані в колону з півночі на південь. Середня ширина поховань 3-4 м. Глибина найбільшої з них становить 100 м, а середня глибина — 4 м. Загальне число поховань — 81: 21 у східній частині, 21 — у північній, 20 — у західній і 19 — у південній.
Усипальниця імператриці має форму квадрата, кожна сторона якого складає 347,5 — 350 м. На кожній зі сторін були стіни з утрамбованої землі, а також двері. Однак у чотирьох кутах стін не було виявлено дозорних веж. Запечатаний вхід розташований у центрі мавзолею. Усипальниця імператриці за формою нагадує зрізану піраміду. Довжина кожної сторони основи складає 160 м, висота — 26,49. Усипальниця імператриці повернута на схід. У кожному з чотирьох напрямків є вхід до гробниці, східна сторона — одна з найширших і найдовших. Усипальниця імператриці також оточена супутніми похованнями. Ті поховання, що розташовані на південній стороні, займають територію площею 9,600 м2, вони мають 14 колон, вишикуваних зі сходу на захід. Дві плоскі ями нагадують горизонтальну лінію, спрямовану з півночі на південь.
Первинно будівництво в Китаї наділялось особливим семантичним значенням. Передусім воно мало глибокий релігійно-ритуальний і космологічний сенс. Будь-яка будівля вважалась спеціально організованим простором, що протистоїть зовнішньому хаосу та, відповідно, слугує найбільш сприятливим місцем для спілкування людей з божествами й духами. Той самий магічний сенс первинно мала й практика оточення житла й поселень огорожами. З іншого боку в китайській культурі сам процес будівництва вважався певним сакральним актом, в якому шляхом зведення будівлі приводиться до ладу весь світ. Відповідно планувально-семіотичні принципи окремих будівель та архітектурних ансамблів підпорядковувались космологічним уявленням і моделям. Окрім того, чим величніші й пишніші зводяться будівлі, тим більшу сакральну могутність має їхній господар (будівельник), і зворотна закономірність — для підтвердження та зміцнення сакрального авторитету володаря слід було зводити якомога більшу кількість грандіозних і величних споруд.
У плануванні мавзолею Янлін панує принцип симетрії. Інших правил планування, що ґрунтуються на космологічних моделях, додержувались більш суворо. Наприклад, орієнтування усипальниці імператора на схід, імовірно, зумовлено космологічно-релігійними уявленнями, що мали місце у східних прибережних регіонах Китаю, відповідно до яких десь у Східному морі розташовувались чарівні острови (Пенлай), що слугували притулком безсмертних (сянів). У плануванні мавзолею сполучаються квадратні та круглі форми, й неухильно витриманий принцип орієнтації за чотирма сторонами горизонту. Імператор і його дружина поховані в одному мавзолеї, втім у різних гробницях. Причому імператорська усипальниця більша за розміром і розташована в центрі, натомість усипальниця імператриці розташована на північному сході від імператорської гробниці.

## Тунелі №11, 13, 19

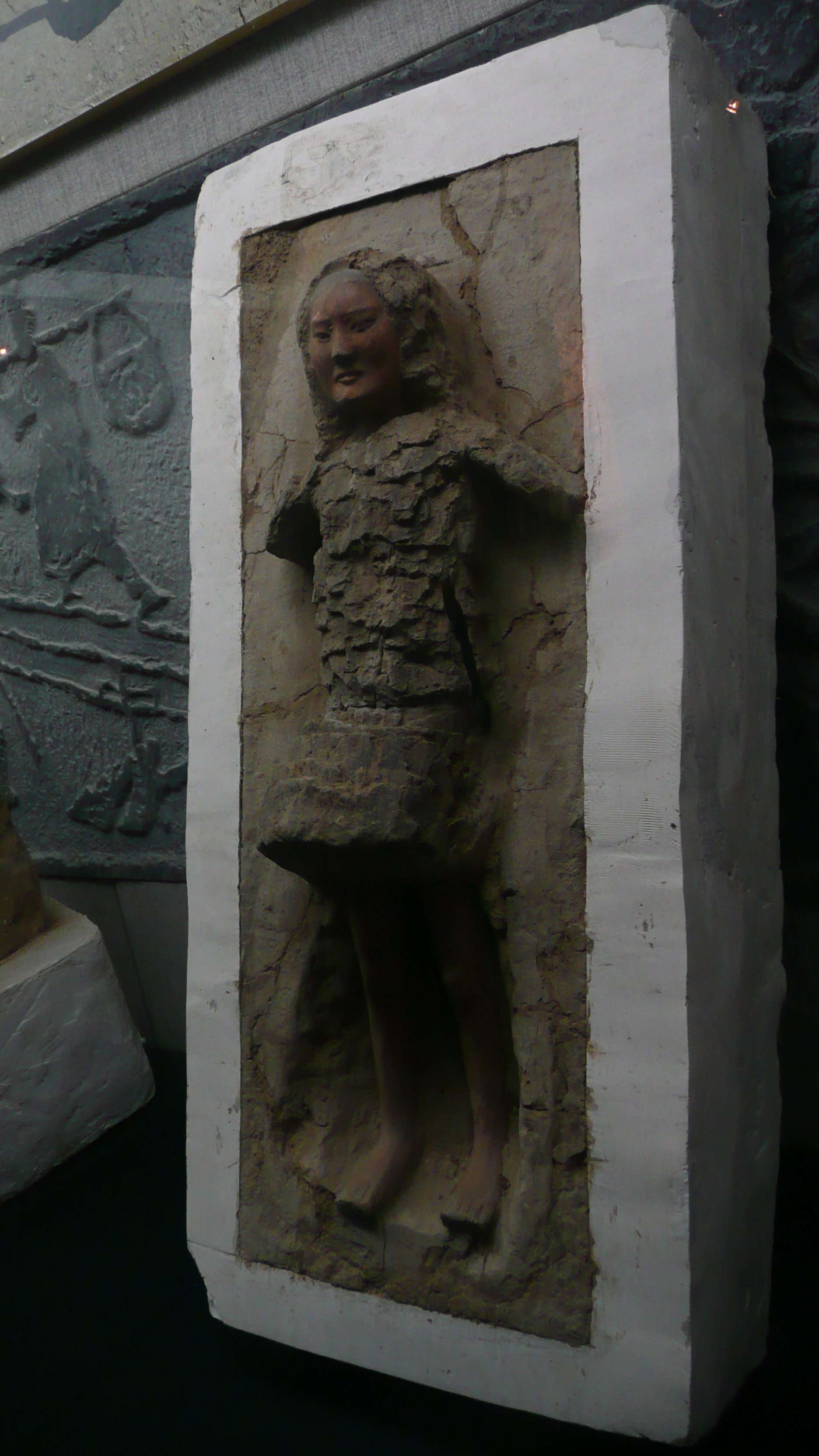
Фігура воїна з рештками обладунків

Від 1998 до 1999 року під час археологічних досліджень було проведено пробне дослідження кількох тунелів.
Тунель № 13 є прямокутним, його довжина становила 92 м, ширина — 3 м й висота — 3 м. Тунель мав дерев'яні підпорки та вів з поверхні землі на глибину близько 8 м. Довжина тунелів № 11 і № 19 становила 74 і 20 м відповідно. Під землею було знайдено глиняні фігурки тварин, що були розташовані перед імператорською усипальницею. Всю територію можна умовно розділити на 4 секції відповідно до видів тварин. Загалом було знайдено 235 глиняних фігурок кіз чорного та помаранчевого кольорів, 458 керамічних фігурок собак жовтого, білого, чорного, сірого та помаранчевого кольорів (цікаво, що роти й носи деяких фігурок собак були забарвлені червоним кольором), 33 фігурки овець чорного й рожевого кольорів, а також керамічні фігурки поросят чорного та білого кольорів.
Наявність подібних фігурок як поховального інвентарю має велике значення. Відповідно до китайської типології домашніх тварин і птахів, вони зводяться до п'яти істот: корова/бик (ню), баран (ян), курка/півень, собака (гоу) та свиня (чжу). Така типологія виникла з ритуально-етикетного укладення, в якому м'ясо перелічених тварин слугувало календарною їжею, а самі вони співвідносились з п'ятьма просторовими зонами — відповідно з Центром, Сходом, Півднем, Заходом і Північчю.
Наявність фігурок собак невипадкова, оскільки вони сприймались тваринами, пов'язаними зі світом мертвих і здатними оберігати свого померлого господаря та його притулок від злих сил чи слугувати його провідником у загробному царстві.
Також у тунелі № 11 було знайдено глиняні фігурки воїнів, вишикувані в 4 колони. Ті фігурки повернуті обличчям до східної брами мавзолею та спиною — до імператорської усипальниці. Між кожними двома колонами воїнів розміщувались дерев'яні вози. Загалом було знайдено 26 керамічних фігурок воїнів, 17 дерев'яних пофарбованих фігурок коней, 4 дерев'яні вози, зброя з бронзи та заліза і спорядження для коней і возів.
У тунелі № 19 була досліджена лише невелика територія, площа якої становить 12 м2. Були знайдені 4 дерев'яні фігурки коней, 1 дерев'яний віз, 20 незвичайних фігур воїнів, 10 керамічних фігурок тварин, зброя з бронзи та заліза, спорядження для коней і возів, а також керамічний посуд загальним числом близько 30 одиниць.
Кінь відігравав важливу роль як показник соціальної ієрархії китайського суспільства, слугуючи, по суті, ранговою твариною — показником суспільного статусу й матеріальних статків його власника.

## Поховальна пластика

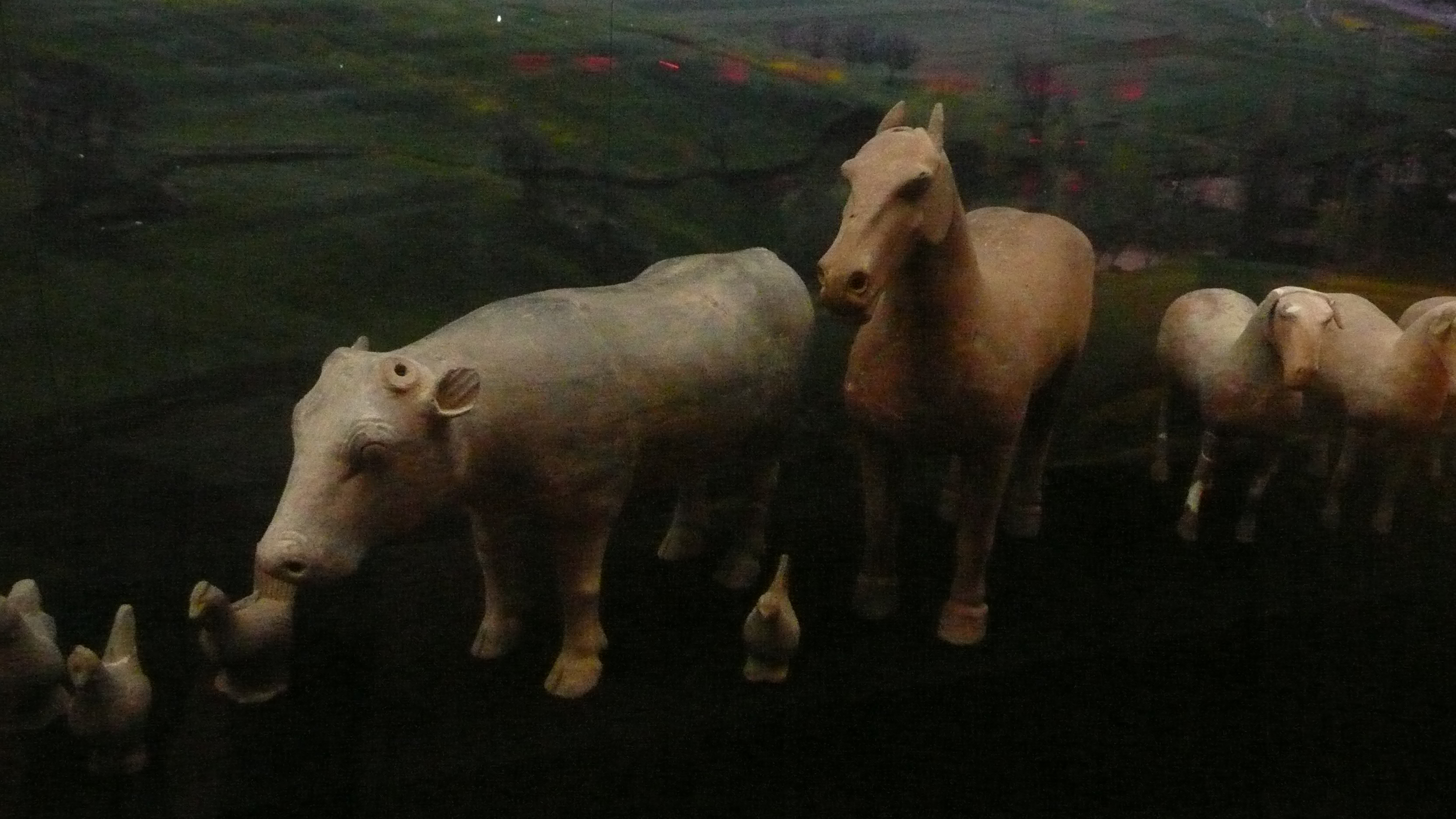
Зразки зооморфної кераміки

На сьогоднішній день загальна кількість знайдених реліквій близько 50 000, з них: вироби з бронзи, заліза, золота, нефриту, каменю, кераміки, лаку, дерева, кістки, мушлі, шовку й конопель, а також зерна пшениці, просо, боби, солодка картопля, а також рештки керамічних виробів.
У супутніх похованнях імператорської усипальниці були знайдені оголені фігурки. Відповідно до археологічних знахідок було висунуто гіпотезу, що оголені глиняні фігурки з дерев'яними руками, які були одягнені в кольорові одежі під час поховання, виготовлялись спеціально для членів імператорської родини й не входили до складу поховальної атрибутики міністрів і аристократії, хіба що, тільки з дозволу імператора. Їм дозволялось використовувати лише глиняні фігури, одяг яких був також зліплений з глини.
Окрім глиняних фігурок чоловіків і жінок, у мавзолеї Янлін були також знайдені фігурки воїнів. Були також вилучені фігурки, що займають різні позиції: стоячи, навприсядки, лежачи, такі, що стискають у руці якісь предмети, фігурки, що танцюють, керують візком, грають на музичних інструментах тощо.
У супутніх похованнях, розташованих на півночі й півдні, були знайдені фігури воїнів в обладунках, виготовлених із глини, озброєних щитами і тризубами. Ці фігурки збереглись найкращим чином.

Янлін
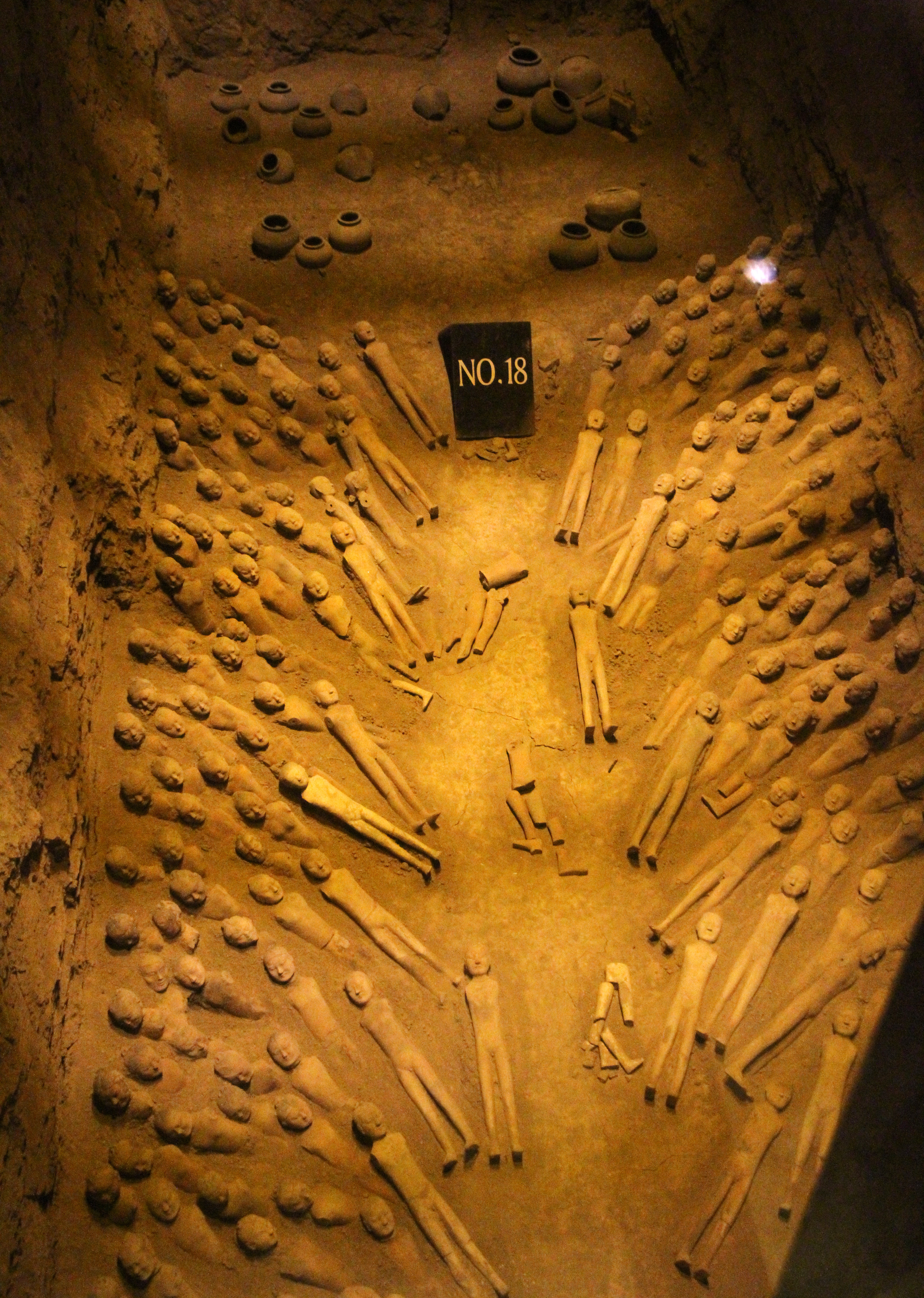
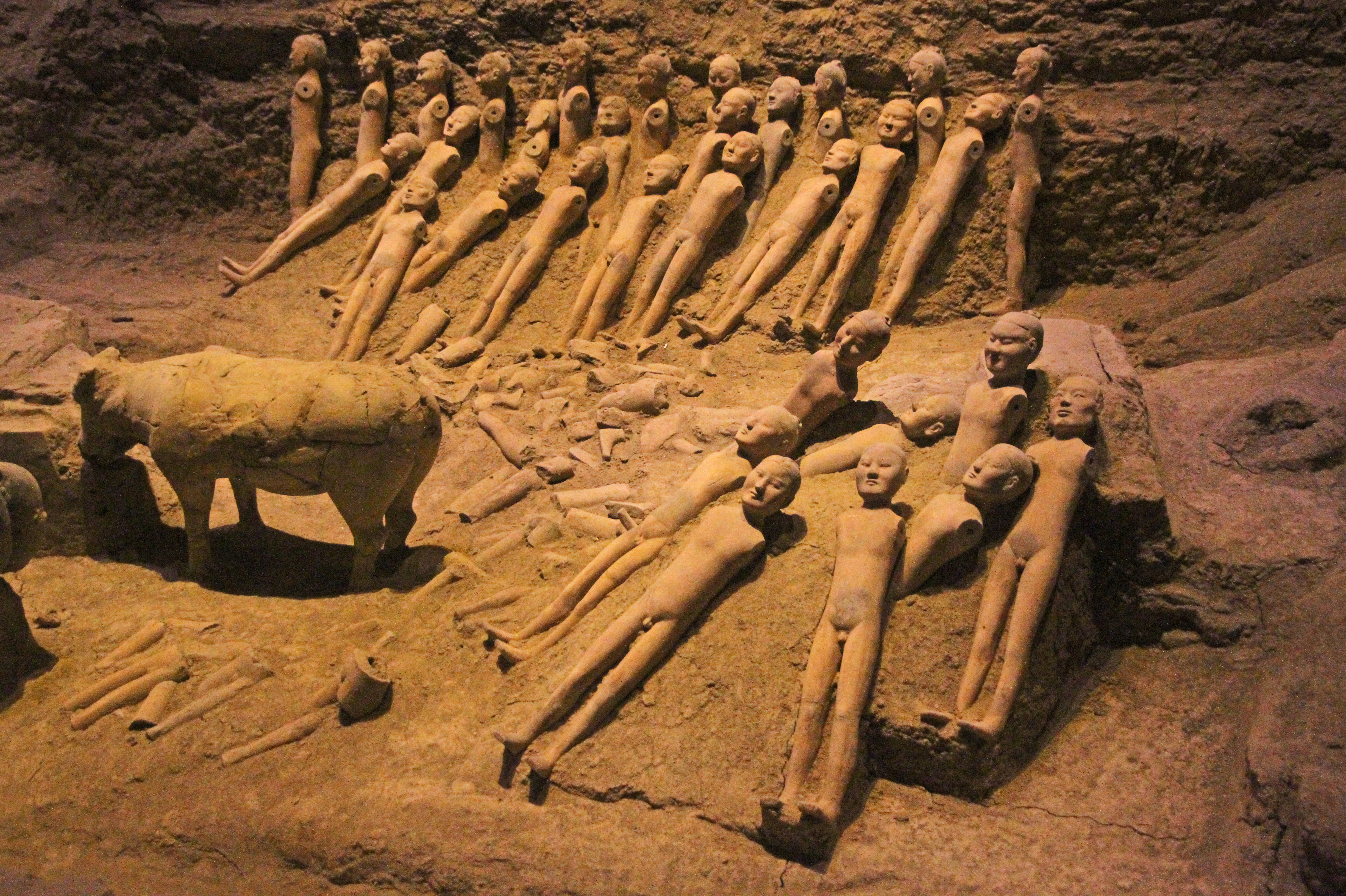
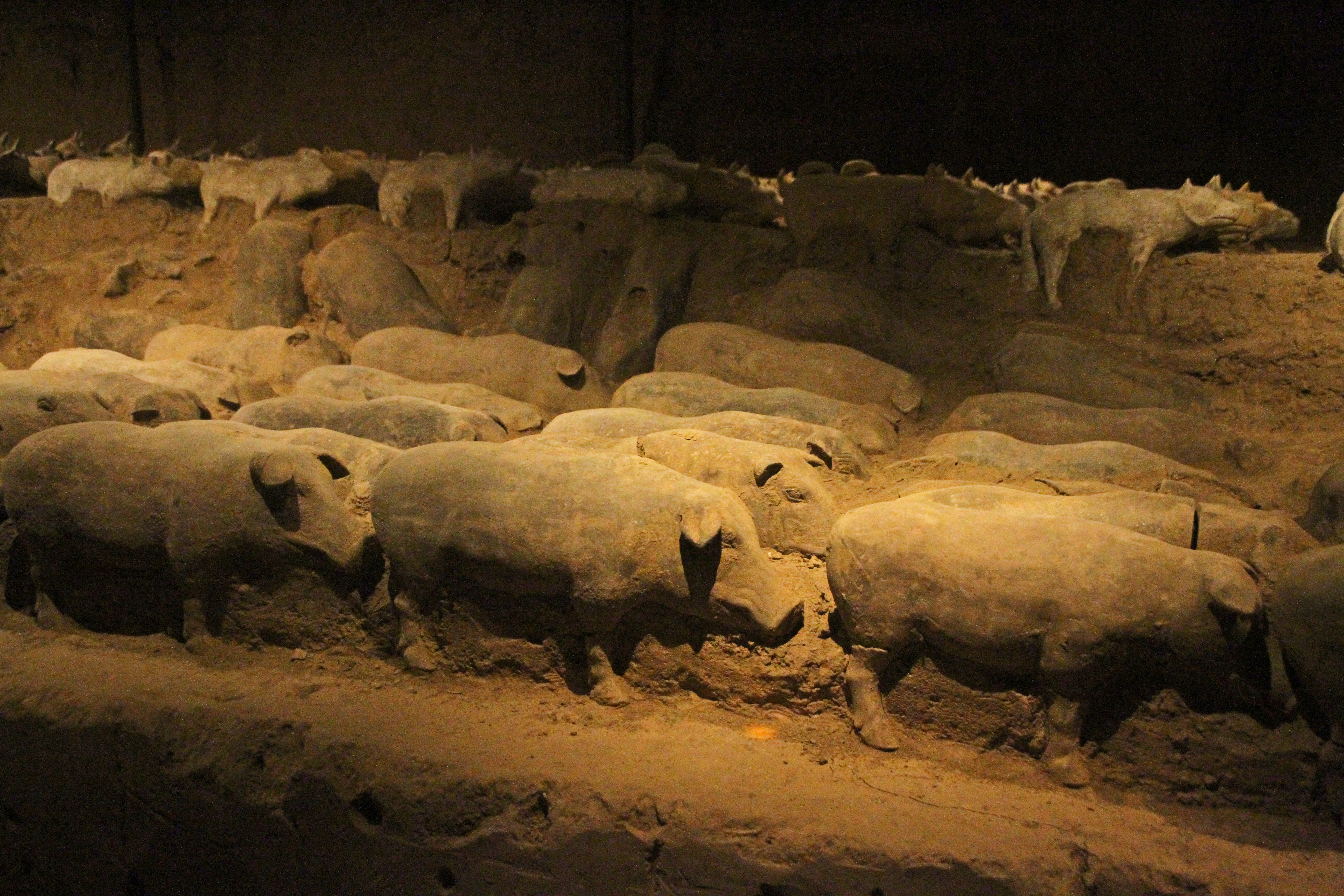
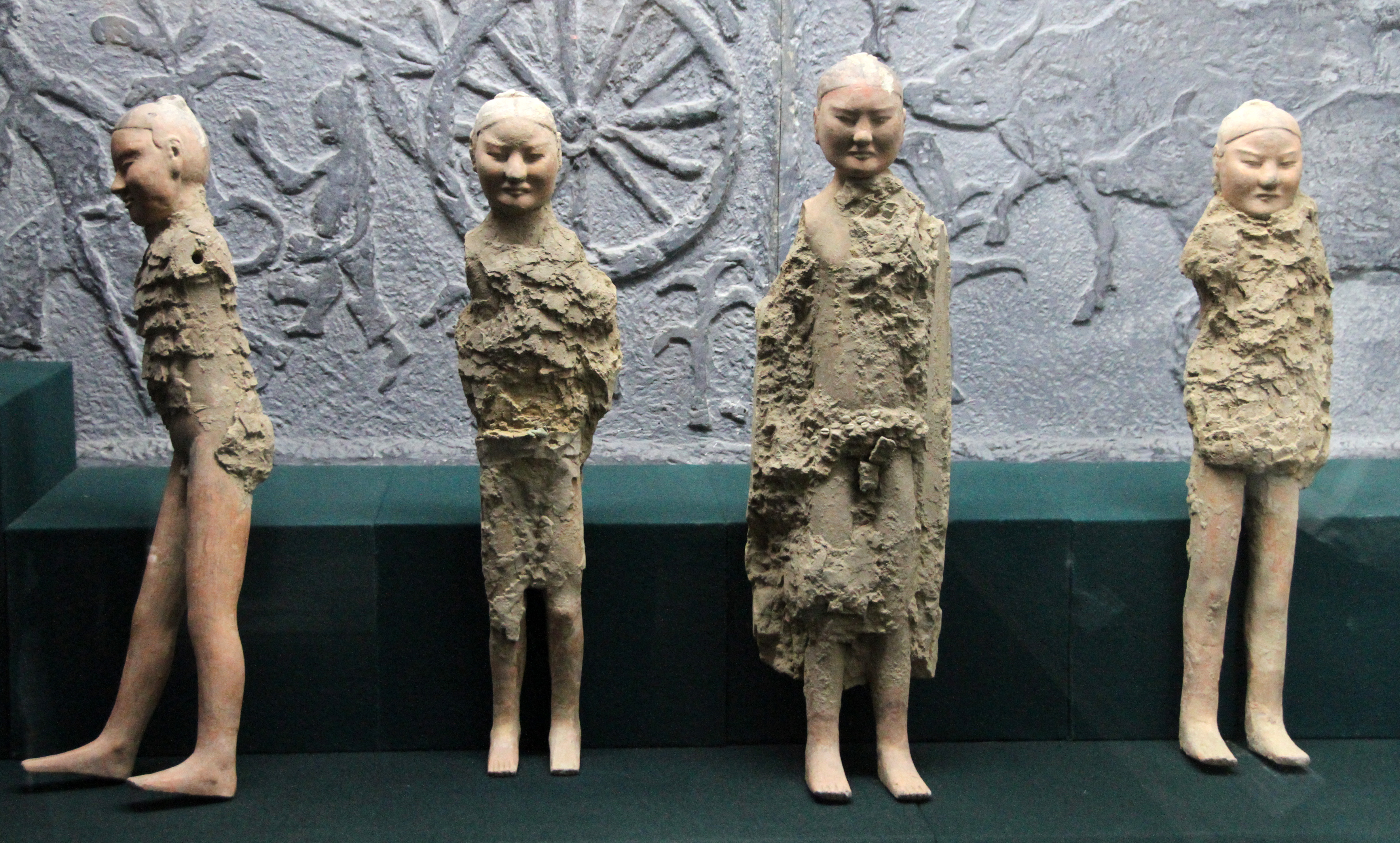
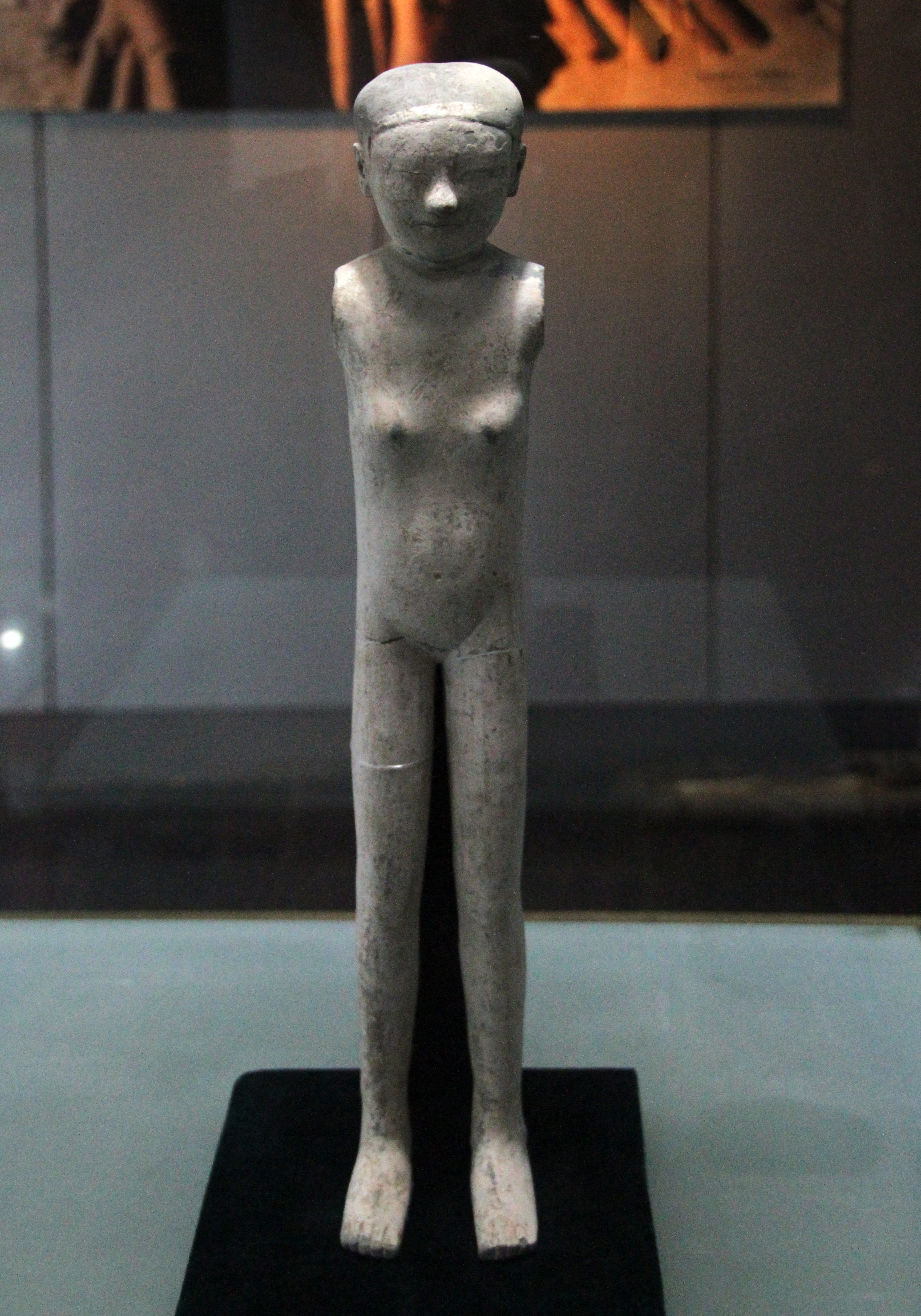
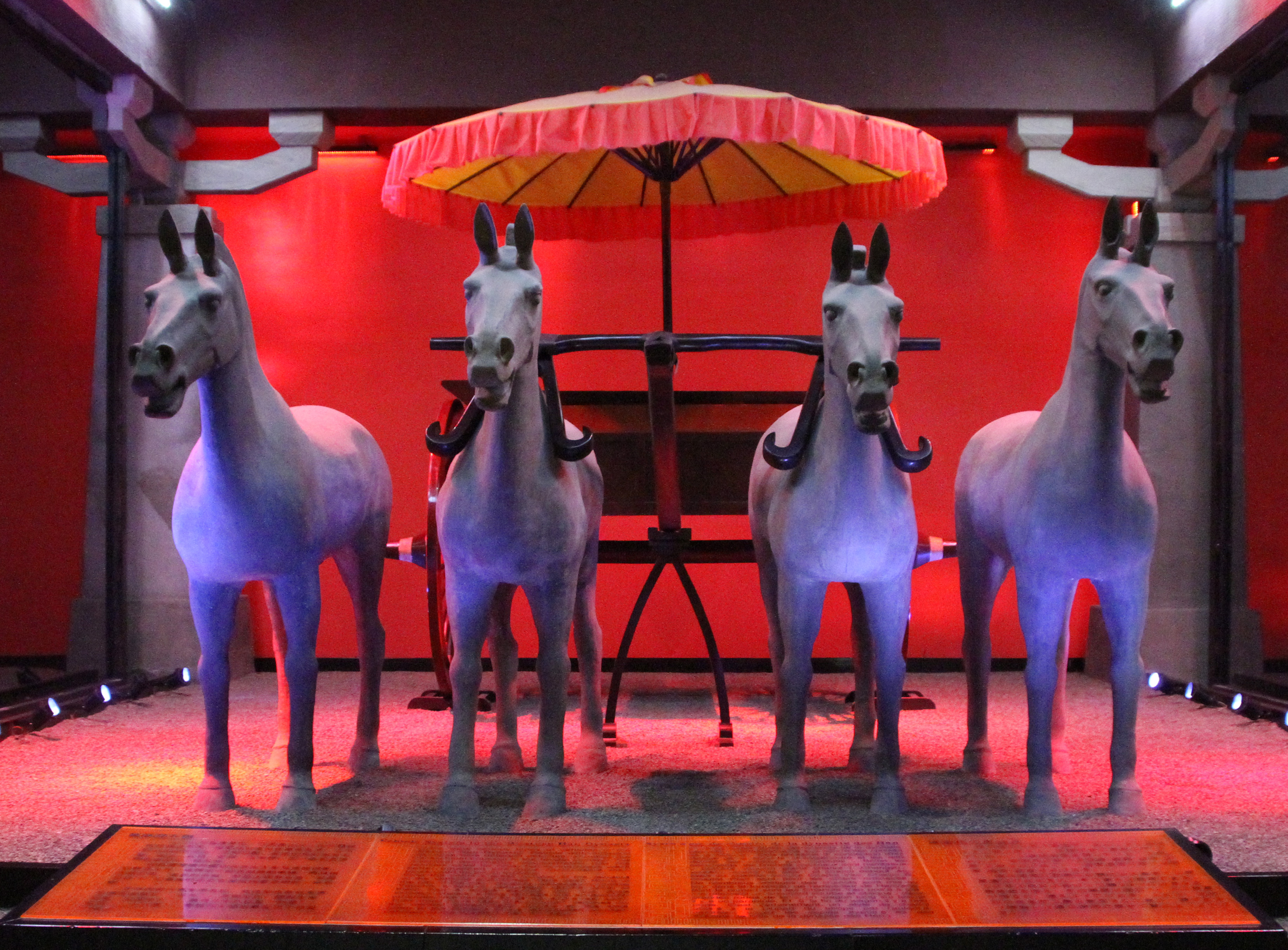
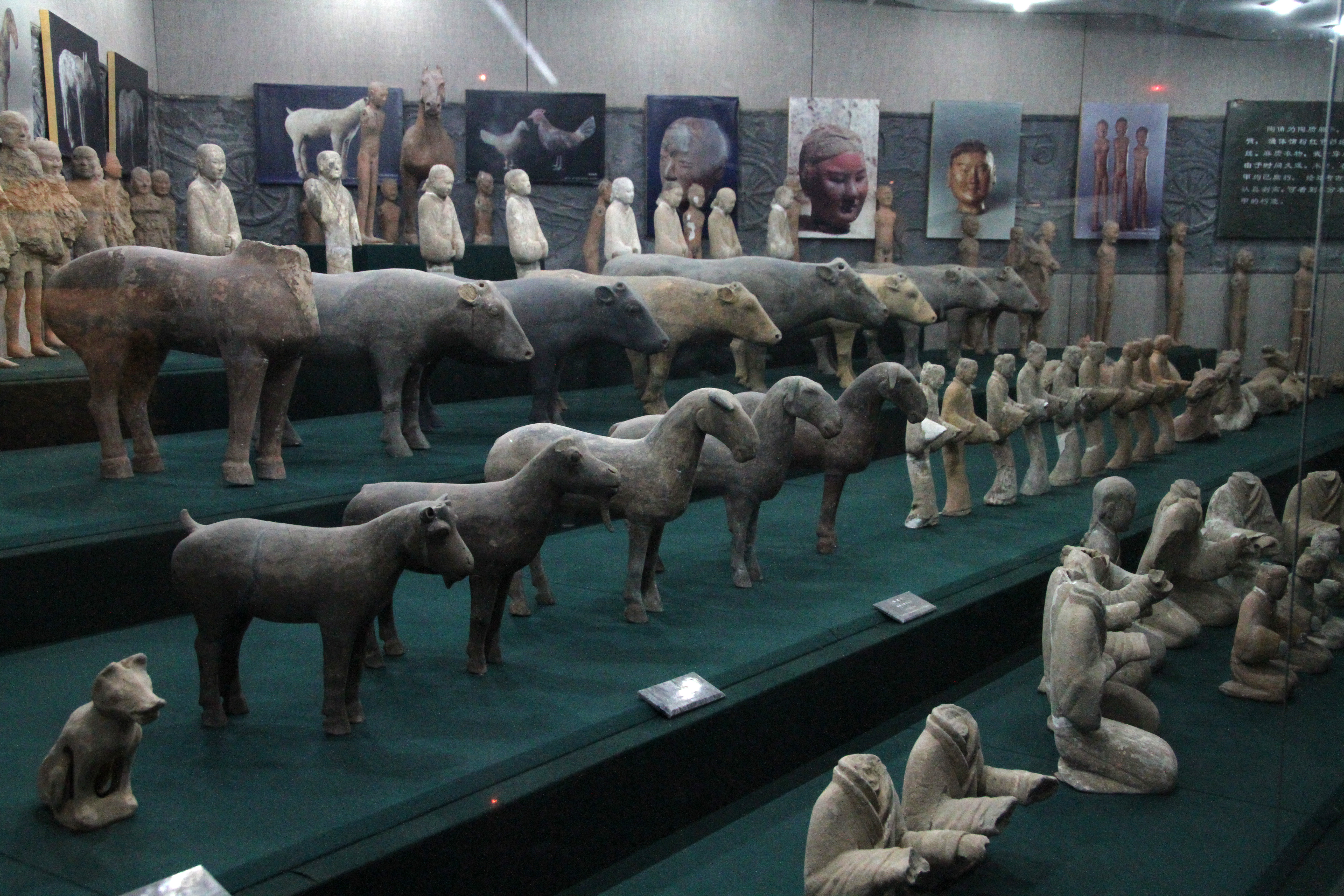
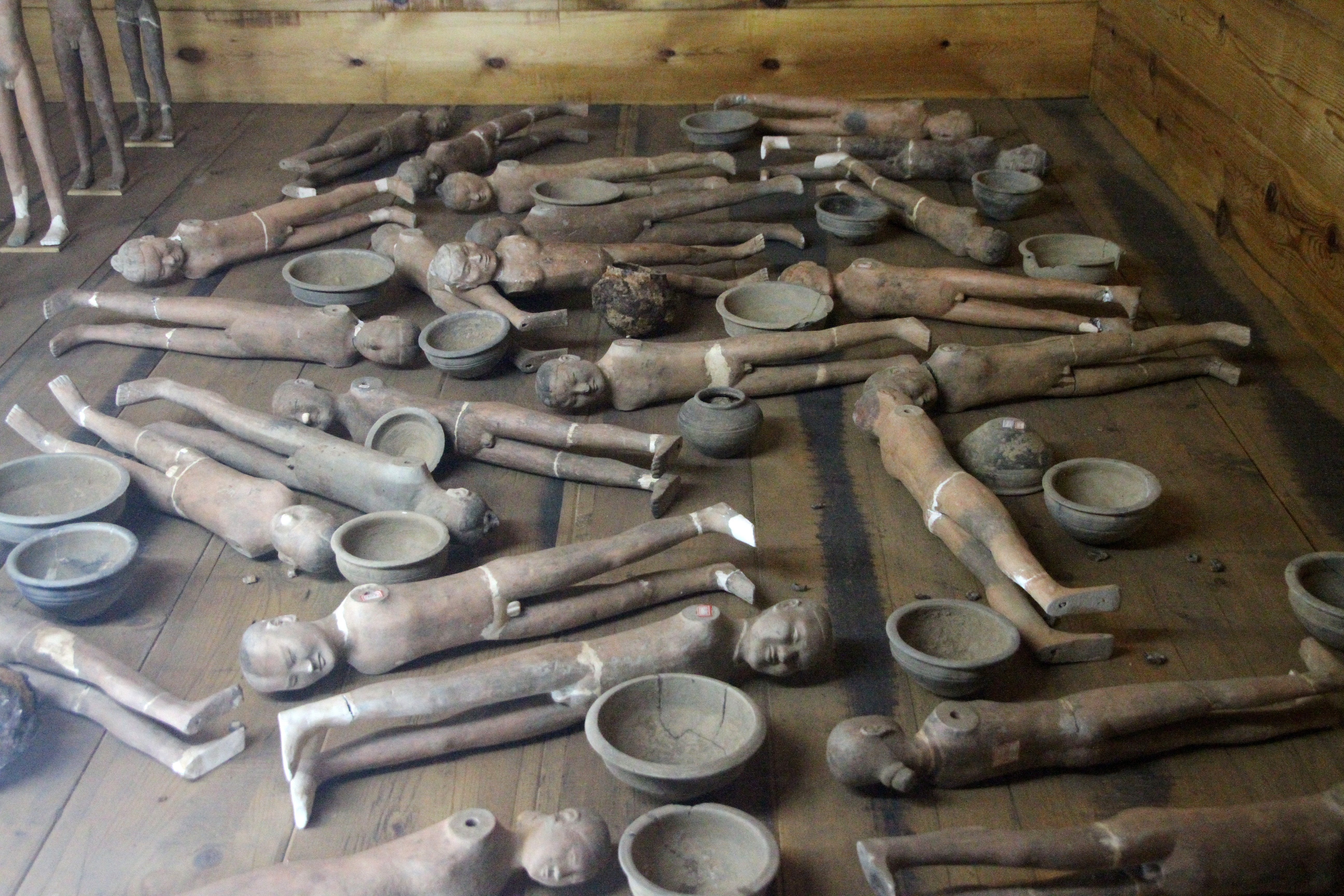